# 高山忠利
高山 忠利（たかやま ただとし、本名：髙山 忠利、1955年11月29日 - ）は、日本の医学者、医師。専門は、消化器外科学・肝胆膵外科学。学位は、医学博士。
元日本大学専任副学長、元日本大学医学部長、元日本大学医学部外科学系消化器外科学分野主任教授。

## 人物
1994年に世界初の肝尾状葉単独切除に成功し、「高山術式」を確立した。
2014年11月から2020年10月まで片山容一の後任として日本大学第15代医学部長を務めた。後任の医学部長は後藤田卓志。

## 来歴
- 1974年3月 - 日本大学第二高等学校卒業
- 1980年3月 - 日本大学医学部卒業[3]
- 1984年3月 - 日本大学大学院医学研究科修了[3][4]
- 1987年6月 - 国立がんセンター中央病院外科チーフレジデント[3]
- 1989年6月 - 国立がんセンター中央病院外科医員[3]
- 1995年4月 - 国立がんセンター中央病院外科医長[3]
- 1995年4月 - 東京大学医学部第二外科講師[3]
- 1996年11月 - 東京大学医学部第二外科助教授[3]
- 1997年4月 - 東京大学大学院医学系研究科肝胆膵移植外科助教授[3]
- 2001年4月 - 日本大学医学部外科学講座外科3部門主任教授、日本大学医学部附属板橋病院外科3部長[3]
- 2004年4月 - 日本大学医学部外科学講座消化器外科部門主任教授、日本大学医学部附属板橋病院消化器外科部長[3]
- 2007年4月 - 日本大学医学部外科学系消化器外科学分野主任教授、日本大学医学部附属板橋病院消化器外科部長
- 2014年11月 - 日本大学医学部長、日本大学外科学系消化器外科学分野主任教授、日本大学医学部附属板橋病院消化器外科部長[5]
- 2020年9月 - 日本大学専任副学長・医学部長、日本大学医学部外科学系消化器外科学分野主任教授、日本大学医学部附属板橋病院消化器外科部長[6]
- 2020年10月 - 日本大学医学部長を退任
- 2021年3月 - 日本大学を定年退職[7]。
- 2021年4月 - 日本大学専任副学長、日本大学総合科学研究所教授[8]
- 2022年7月 - 日本大学専任副学長を退任

## テレビ出演
- 医療ルネサンス（2004年7月3日、日テレジータス）
- これが世界のスーパードクター（2006年3月18日、TBS）
- スーパーモーニング（2007年5月28日、テレビ朝日）
- ヒポクラテスの誓い（2015年6月23日、BS-TBS）
- プロフェッショナル仕事の流儀（2015年9月28日、NHK）
- L4 YOU!（2016年5月18日、テレビ東京）